# Muzea na Slovensku

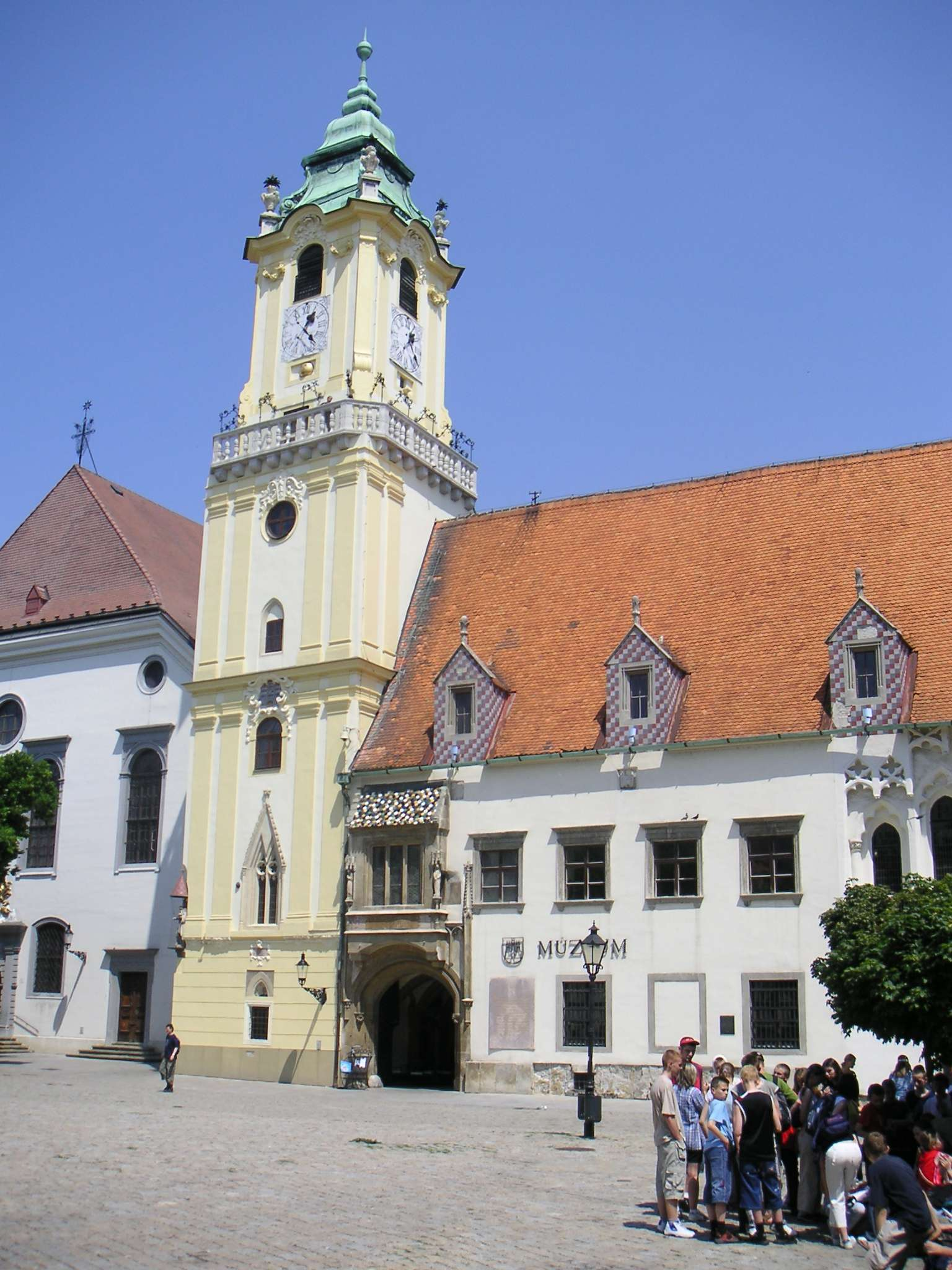
Městské muzeum v Bratislavě

Muzea na Slovensku splňují kulturní a naučné poslání.

## Historie
- V roce 1873 na území dnešního Slovenska existovalo 5 muzeí (včetně Matičního muzea)
- V roce 1893 byla založena Muzeální slovenská společnost, a činnost provádělo 12 muzeí
- V roce 1918 po vzniku Československa existovalo 24 muzeí
- V roce 1939 v době vzniku Slovenského státu bylo v provozu 25-30 muzeí
- Po skončení druhé světové války (1945 - 1946) existovalo 24-27 muzeí
- V roce 1955 na Slovensku fungovalo 43 muzeí
- V roce 1966 existovalo 84 muzeí
- V roce 1970 je registrovaných 128 muzeí a pamětních pokojů
- V roce 1980 bylo na Slovensku 79 muzeí, 16 galerií, 54 pamětních pokojů a okolo 50 pamětních domů (celkem 199 muzejních zařízení)
- V roce 1988 existovalo 82 muzeí a galerií (z toho 18 galerií) s 23 pobočkami (celkem 115 zařízení)
- V roce 1998 bylo v provozu 71-75 muzeí a 20 galerií a jejich poboček
- V roce 2002 je registrovaných 74 muzeí (kromě galerií)

## Současnost
17. května 2014 se na Slovensku konal 10. ročník akce Noc muzeí a galerií.